# 黒田征樹
黒田 征樹（くろだ まさき、1979年12月20日 - ）は、日本の政治家。日本維新の会所属の衆議院議員（1期）。元堺市議会議員（4期）。

## 経歴
大阪府堺市（東区）草尾生まれ。堺市立登美丘中学校卒業後、塗装会社勤務を経て22歳で独立し、黒田塗装を創業。後に株式会社Art-Projectに改組。
2011年、堺市議会議員選挙に大阪維新の会公認で立候補し、初当選。以後4期連続当選。
2022年、大阪維新の会堺市議団代表就任。
2023年、日本維新の会常任役員就任。同年8月9日、日本維新の会の次期衆院選大阪16区候補予定者を決める予備選が実施され、黒田が伊良原勉大阪府議会議員を破り、候補者に選ばれた（黒田：184票、伊良原：161票）。
2024年10月27日投開票の第50回衆議院議員総選挙において、黒田が参議院から鞍替えした公明党新人の山本香苗、立憲民主党前職の森山浩行との三つ巴を制し初当選した（森山は比例復活）。12月、党常任役員を退任し副幹事長に就任。

## 政治資金
- 堺市議会議員在任中の2014年11月、青年会議所などの年会費を政務活動費から支出していたとして返還を行い、政治資金収支報告書を訂正した[6]。

## 選挙歴
| 当落 | 選挙                   | 執行日         | 年齢 | 選挙区       | 政党         | 得票数    | 得票率 | 定数 | 得票順位 /候補者数 | 政党内比例順位 /政党当選者数 |
| ---- | ---------------------- | -------------- | ---- | ------------ | ------------ | --------- | ------ | ---- | ------------------ | ---------------------------- |
| 当   | 2011年堺市議会議員選挙 | 2011年4月10日  | 31   | 東区選挙区   | 大阪維新の会 | 4841票    | 13.6%  | 5    | 3/8                | /                            |
| 当   | 2015年堺市議会議員選挙 | 2015年4月12日  | 35   | 東区選挙区   | 大阪維新の会 | 1万178票  | 29.18% | 5    | 1/6                | /                            |
| 当   | 2019年堺市議会議員選挙 | 2019年4月7日   | 39   | 東区選挙区   | 大阪維新の会 | 8963票    | 21.54% | 5    | 1/9                | /                            |
| 当   | 2023年堺市議会議員選挙 | 2023年4月9日   | 43   | 東区選挙区   | 大阪維新の会 | 9195票    | 26.49% | 5    | 1/6                | /                            |
| 当   | 第50回衆議院議員総選挙 | 2024年10月27日 | 44   | 大阪府第16区 | 日本維新の会 | 6万3288票 | 37.29% | 1    | 1/3                | /                            |